# Großer Preis von Spanien 1994
Der Große Preis von Spanien 1994 (offiziell XXXVI Gran Premio Marlboro de España) fand am 29. Mai auf dem Circuit de Catalunya in Montmeló statt und war das fünfte Rennen der Formel-1-Weltmeisterschaft 1994.

## Berichte

### Hintergrund
Nach dem Großen Preis von Monaco führte Michael Schumacher in der Fahrerwertung mit 30 Punkten vor Gerhard Berger und mit 33 Punkten vor Damon Hill und Rubens Barrichello. In der Konstrukteurswertung führte Benetton-Ford mit 18 Punkten vor Ferrari und mit 30 Punkten vor McLaren-Peugeot und Jordan-Hart.
Bei diesem Grand Prix debütierte David Coulthard bei Williams für den tödlich verunglückten Ayrton Senna. Bei Sauber trat erneut mit Heinz-Harald Frentzen nur ein Fahrer zu diesem Grand Prix an. Bei Lotus ersetzte Alessandro Zanardi Pedro Lamy. Außerdem kehrte bei Jordan Eddie Irvine nach seiner Sperre zurück.
Nach dem Tod von Senna trat kein ehemaliger Sieger zu diesem Grand Prix an.

### Qualifying
Schumacher holte sich zum zweiten Mal in dieser Saison mit 1:21,908 Minuten die Pole-Position. Zweiter war Hill. Die Top 3 komplettierte Mika Häkkinen. Andrea Montermini im Simtek-Ford scheiterte als einziger an der Qualifikation.

### Rennen
Olivier Beretta schied aus, als der Motor seines Larrousse-Ford in der Einführungsrunde ausfiel.
Schumacher führte zu Beginn des Rennens von der Pole-Position, während Barrichello und Berger in der ersten Kurve kollidierten. Keiner der beiden Fahrer schied als direkte Folge der Kollision aus, obwohl dies schließlich bei beiden der Fall war. Berger musste jedoch über das Gras ausweichen, verlor Plätze und schied schließlich in Runde 28 wegen Getriebeproblemen aus. Coulthard kletterte von seinem neunten Startplatz auf den fünften Platz, aber sein Auto blieb in Runde 16 an der Box stehen. Obwohl er in Runde 32 wegen Problemen mit der Elektrik vom zwölften Platz ausschied, beschrieb er sein Rennen als „insgesamt ein gutes Debüt“.
Während Williams seinen ersten Saisonsieg einfuhr, und zwar den ersten nach dem Tod von Senna, belegte Meisterschaftsführender Schumacher einen starken zweiten Platz, obwohl er die meiste Zeit des Rennens im fünften Gang feststeckte. Da er wusste, dass er ein großes Problem hatte, gelang es ihm, einen Boxenstopp einzulegen (und im 5. Gang davonzukommen), und im weiteren Verlauf des Rennens gab er der Geschwindigkeit des Führenden Hill nicht nach. Er musste seinen Fahrstil ändern, um neue Linien und Kurvenscheitelpunkte zu finden, und seine frühere Erfahrung als World Sports Car-Fahrer half ihm dabei. In der Zwischenzeit schied Barrichello aus, nachdem er sich in Runde 40 in der Nähe der Boxeneinfahrt drehte, und Schumacher konnte erneut einen Boxenstopp einlegen, ohne das Auto abzuwürgen.
Nach den Boxenstopps lag Häkkinen auf dem dritten Platz hinter Hill und Schumacher, nachdem er zu Beginn des Rennens vorübergehend vor Schumacher gelegen hatte. Häkkinens Motor fiel aus, ebenso wie JJ Lehtos Benetton-Ford-Motor fünf Runden nach Häkkinen in Runde 54, obwohl Häkkinens Teamkollege Martin Brundle den Platz einräumte. Brundle schied dann nach einer Getriebeexplosion am Heck seines Wagens in Runde 60 in der ersten Kurve aus und wurde auf Platz 11 gewertet.
Blundell für Tyrrell rundete die Podiumsfeierlichkeiten ab und erreichte seinen dritten und letzten Podiumsplatz seiner Karriere.
In der Fahrerwertung blieb Schumacher vorne, neuer Zweiter war Berger vor den punktgleichen Hill und Barrichello. In der Konstrukteurswertung blieb Benetton-Ford vor Ferrari in Führung. Neuer Dritter war Jordan-Hart.

## Meldeliste
| Team                      | Nr. | Fahrer                | Chassis        | Motor                 | Reifen |
| ------------------------- | --- | --------------------- | -------------- | --------------------- | ------ |
| Rothmans Williams Renault | 0   | Damon Hill            | Williams FW16  | Renault 3.5 V10       | G      |
| Rothmans Williams Renault | 02  | David Coulthard       | Williams FW16  | Renault 3.5 V10       | G      |
| Tyrrell                   | 03  | Ukyō Katayama         | Tyrrell 022    | Yamaha 3.5 V10        | G      |
| Tyrrell                   | 04  | Mark Blundell         | Tyrrell 022    | Yamaha 3.5 V10        | G      |
| Mild Seven Benetton Ford  | 05  | Michael Schumacher    | Benetton B194  | Ford Zetec-R 3.5 V8   | G      |
| Mild Seven Benetton Ford  | 06  | JJ Lehto              | Benetton B194  | Ford Zetec-R 3.5 V8   | G      |
| Marlboro McLaren Peugeot  | 07  | Mika Häkkinen         | McLaren MP4/9  | Peugeot 3.5 V10       | G      |
| Marlboro McLaren Peugeot  | 08  | Martin Brundle        | McLaren MP4/9  | Peugeot 3.5 V10       | G      |
| Footwork Ford             | 09  | Christian Fittipaldi  | Footwork FA15  | Ford HB 3.5 V8        | G      |
| Footwork Ford             | 10  | Gianni Morbidelli     | Footwork FA15  | Ford HB 3.5 V8        | G      |
| Team Lotus                | 11  | Alessandro Zanardi    | Lotus 107C     | Mugen-Honda 3.5 V10   | G      |
| Team Lotus                | 12  | Johnny Herbert        | Lotus 107C     | Mugen-Honda 3.5 V10   | G      |
| Sasol Jordan              | 14  | Rubens Barrichello    | Jordan 194     | Hart 3.5 V10          | G      |
| Sasol Jordan              | 15  | Eddie Irvine          | Jordan 194     | Hart 3.5 V10          | G      |
| Tourtel Larrousse F1      | 19  | Olivier Beretta       | Larrousse LH94 | Ford HB 3.5 V8        | G      |
| Tourtel Larrousse F1      | 20  | Érik Comas            | Larrousse LH94 | Ford HB 3.5 V8        | G      |
| Minardi Scuderia Italia   | 23  | Pierluigi Martini     | Minardi M193B  | Ford HB 3.5 V8        | G      |
| Minardi Scuderia Italia   | 24  | Michele Alboreto      | Minardi M193B  | Ford HB 3.5 V8        | G      |
| Ligier Gitanes Blondes    | 25  | Éric Bernard          | Ligier JS39B   | Renault 3.5 V10       | G      |
| Ligier Gitanes Blondes    | 26  | Olivier Panis         | Ligier JS39B   | Renault 3.5 V10       | G      |
| Scuderia Ferrari SpA      | 27  | Jean Alesi            | Ferrari 412T1  | Ferrari 3.5 V12       | G      |
| Scuderia Ferrari SpA      | 28  | Gerhard Berger        | Ferrari 412T1  | Ferrari 3.5 V12       | G      |
| Broker Sauber Mercedes    | 30  | Heinz-Harald Frentzen | Sauber C13     | Mercedes-Benz 3.5 V10 | G      |
| MTV Simtek Ford           | 31  | David Brabham         | Simtek S941    | Ford HB 3.5 V8        | G      |
| MTV Simtek Ford           | 32  | Andrea Montermini     | Simtek S941    | Ford HB 3.5 V8        | G      |
| Pacific Grand Prix Ltd    | 33  | Paul Belmondo         | Pacific PR01   | Ilmor 3.5 V10         | G      |
| Pacific Grand Prix Ltd    | 34  | Bertrand Gachot       | Pacific PR01   | Ilmor 3.5 V10         | G      |

## Klassifikationen

### Qualifying
| Pos. | Fahrer                | Konstrukteur      | Q1        | Q2         | Start |
| ---- | --------------------- | ----------------- | --------- | ---------- | ----- |
| 01   | Michael Schumacher    | Benetton-Ford     | 1:23,426  | 1:21,908   | 01    |
| 02   | Damon Hill            | Williams-Renault  | 1:24,716  | 1:22,559   | 02    |
| 03   | Mika Häkkinen         | McLaren-Peugeot   | 1:24,580  | 1:22,660   | 03    |
| 04   | JJ Lehto              | Benetton-Ford     | 1:25,587  | 1:22,983   | 04    |
| 05   | Rubens Barrichello    | Jordan-Hart       | 1:25,990  | 1:23,594   | 05    |
| 06   | Jean Alesi            | Ferrari           | 1:24,997  | 1:23,700   | 06    |
| 07   | Gerhard Berger        | Ferrari           | 1:26,121  | 1:23,715   | 07    |
| 08   | Martin Brundle        | McLaren-Peugeot   | 1:26,614  | 1:23,763   | 08    |
| 09   | David Coulthard       | Williams-Renault  | 1:27,428  | 1:23,782   | 09    |
| 10   | Ukyō Katayama         | Tyrrell-Yamaha    | 1:27,017  | 1:23,969   | 10    |
| 11   | Mark Blundell         | Tyrrell-Yamaha    | 1:25,863  | 1:23,981   | 11    |
| 12   | Heinz-Harald Frentzen | Sauber-Mercedes   | 1:25,115  | 1:24,254   | 12    |
| 13   | Eddie Irvine          | Jordan-Hart       | 1:26,368  | 1:24,930   | 13    |
| 14   | Michele Alboreto      | Minardi-Ford      | 1:26,595  | 1:24,996   | 14    |
| 15   | Gianni Morbidelli     | Footwork-Ford     | 1:27,459  | 1:25,018   | 15    |
| 16   | Érik Comas            | Larrousse-Ford    | 1:26,097  | 1:25,050   | 16    |
| 17   | Olivier Beretta       | Larrousse-Ford    | 1:28,011  | 1:25,161   | 17    |
| 18   | Pierluigi Martini     | Minardi-Ford      | 1:25,502  | 1:25,247   | 18    |
| 19   | Olivier Panis         | Ligier-Renault    | 1:27,872  | 1:25,577   | 19    |
| 20   | Éric Bernard          | Ligier-Renault    | 1:28,289  | 1:25,766   | 20    |
| 21   | Christian Fittipaldi  | Footwork-Ford     | 1:27,631  | 1:26,084   | 21    |
| 22   | Johnny Herbert        | Lotus-Mugen-Honda | 28:05,683 | 1:26,397   | 22    |
| 23   | Alessandro Zanardi    | Lotus-Mugen-Honda | 1:30,379  | 1:27,685   | 23    |
| 24   | David Brabham         | Simtek-Ford       | 1:30,797  | 1:28,151   | 24    |
| 25   | Bertrand Gachot       | Pacific-Ilmor     | 1:34,318  | 1:28,873   | 25    |
| 26   | Paul Belmondo         | Pacific-Ilmor     | 1:31,750  | 1:30,657   | 26    |
| DNQ  | Andrea Montermini     | Simtek-Ford       | 1:31,111  | keine Zeit | –     |

### Rennen
| Pos | Fahrer                | Konstrukteur      | Runden | Stopps | Zeit        | Start | Schnellste Runde |
| --- | --------------------- | ----------------- | ------ | ------ | ----------- | ----- | ---------------- |
| 1   | Damon Hill            | Williams-Renault  | 65     | 1      | 1:36:14,374 | 02    | 1:25,874 (17.)   |
| 2   | Michael Schumacher    | Benetton-Ford     | 65     | 2      | + 24,166    | 01    | 1:25,155 (18.)   |
| 3   | Mark Blundell         | Tyrrell-Yamaha    | 65     | 2      | + 1:26,969  | 11    | 1:27,468 (14.)   |
| 4   | Jean Alesi            | Ferrari           | 64     | 2      | + 1 Runde   | 06    | 1:27,558 (09.)   |
| 5   | Pierluigi Martini     | Minardi-Ford      | 64     | 2      | + 1 Runde   | 18    | 1:28,610 (58.)   |
| 6   | Eddie Irvine          | Jordan-Hart       | 64     | 3      | + 1 Runde   | 13    | 1:26,580 (40.)   |
| 7   | Olivier Panis         | Ligier-Renault    | 63     | 2      | + 2 Runden  | 19    | 1:29,118 (39.)   |
| 8   | Éric Bernard          | Ligier-Renault    | 62     | 3      | + 3 Runden  | 20    | 1:29,233 (34.)   |
| 9   | Alessandro Zanardi    | Lotus-Mugen-Honda | 62     | 2      | + 3 Runden  | 23    | 1:30,493 (09.)   |
| 10  | David Brabham         | Simtek-Ford       | 61     | 2      | + 4 Runden  | 24    | 1:30,558 (13.)   |
| 11  | Martin Brundle        | McLaren-Peugeot   | 59     | 2      | DNF         | 08    | 1:26,233 (33.)   |
| –   | JJ Lehto              | Benetton-Ford     | 53     | 3      | DNF         | 04    | 1:26,346 (38.)   |
| –   | Mika Häkkinen         | McLaren-Peugeot   | 48     | 3      | DNF         | 03    | 1:25,782 (29.)   |
| –   | Johnny Herbert        | Lotus-Mugen-Honda | 41     | 2      | DNF         | 22    | 1:28,901 (38.)   |
| –   | Rubens Barrichello    | Jordan-Hart       | 39     | 1      | DNF         | 05    | 1:26,863 (31.)   |
| –   | Christian Fittipaldi  | Footwork-Ford     | 35     | 0      | DNF         | 21    | 1:28,002 (27.)   |
| –   | David Coulthard       | Williams-Renault  | 32     | 1      | DNF         | 09    | 1:26,983 (10.)   |
| –   | Bertrand Gachot       | Pacific-Ilmor     | 32     | 1      | DNF         | 25    | 1:31,557 (28.)   |
| –   | Gerhard Berger        | Ferrari           | 27     | 1      | DNF         | 07    | 1:27,614 (11.)   |
| –   | Gianni Morbidelli     | Footwork-Ford     | 24     | 0      | DNF         | 15    | 1:28,032 (23.)   |
| –   | Heinz-Harald Frentzen | Sauber-Mercedes   | 21     | 0      | DNF         | 12    | 1:28,279 (16.)   |
| –   | Érik Comas            | Larrousse-Ford    | 19     | 1      | DNF         | 16    | 1:27,533 (14.)   |
| –   | Ukyō Katayama         | Tyrrell-Yamaha    | 16     | 0      | DNF         | 10    | 1:26,658 (15.)   |
| –   | Michele Alboreto      | Minardi-Ford      | 4      | 0      | DNF         | 14    | 1:29,880 (04.)   |
| –   | Paul Belmondo         | Pacific-Ilmor     | 2      | 0      | DNF         | 26    | 1:35,061 (02.)   |
| DNS | Olivier Beretta       | Larrousse-Ford    | –      | –      | –           | 17    | –                |

## WM-Stände nach dem Rennen
Die ersten sechs Fahrer jedes Rennens bekamen 10, 6, 4, 3, 2 bzw. 1 Punkt(e).

### Fahrerwertung
| Pos. | Fahrer                | Konstrukteur     | Punkte |
| ---- | --------------------- | ---------------- | ------ |
| 01   | Michael Schumacher    | Benetton-Ford    | 46     |
| 02   | Damon Hill            | Williams-Renault | 17     |
| 03   | Gerhard Berger        | Ferrari          | 10     |
| 04   | Jean Alesi            | Ferrari          | 9      |
| 05   | Rubens Barrichello    | Jordan-Hart      | 7      |
| 06   | Nicola Larini         | Ferrari          | 6      |
| 07   | Martin Brundle        | McLaren-Peugeot  | 6      |
| 08   | Mark Blundell         | Tyrrell-Yamaha   | 4      |
| 09   | Mika Häkkinen         | McLaren-Peugeot  | 4      |
| 10   | Karl Wendlinger       | Sauber-Mercedes  | 4      |
| 11   | Ukyō Katayama         | Tyrrell-Yamaha   | 4      |
| 12   | Christian Fittipaldi  | Footwork-Ford    | 3      |
| 13   | Andrea de Cesaris     | Jordan-Hart      | 3      |
| 14   | Heinz-Harald Frentzen | Sauber-Mercedes  | 2      |
| 15   | Pierluigi Martini     | Minardi-Ford     | 2      |
| 16   | Érik Comas            | Larrousse-Ford   | 1      |
| 17   | Michele Alboreto      | Minardi-Ford     | 1      |

| Pos. | Fahrer              | Konstrukteur      | Punkte |
| ---- | ------------------- | ----------------- | ------ |
| 18   | Eddie Irvine        | Jordan-Hart       | 1      |
| 19   | Johnny Herbert      | Lotus-Mugen-Honda | 0      |
| 20   | Olivier Panis       | Ligier-Renault    | 0      |
| 21   | JJ Lehto            | Benetton-Ford     | 0      |
| 22   | Pedro Lamy          | Lotus-Mugen-Honda | 0      |
| 23   | Olivier Beretta     | Larrousse-Ford    | 0      |
| 24   | Éric Bernard        | Ligier-Renault    | 0      |
| 25   | Alessandro Zanardi  | Lotus-Mugen-Honda | 0      |
| 26   | David Brabham       | Simtek-Ford       | 0      |
| –    | Roland Ratzenberger | Simtek-Ford       | 0      |
| –    | Gianni Morbidelli   | Footwork-Ford     | 0      |
| –    | Bertrand Gachot     | Pacific-Ilmor     | 0      |
| –    | Ayrton Senna        | Williams-Renault  | 0      |
| –    | Jos Verstappen      | Benetton-Ford     | 0      |
| –    | Paul Belmondo       | Pacific-Ilmor     | 0      |
| –    | Aguri Suzuki        | Jordan-Hart       | 0      |
| –    | David Coulthard     | Williams-Renault  | 0      |

### Konstrukteurswertung
| Pos. | Konstrukteur     | Punkte |
| ---- | ---------------- | ------ |
| 01   | Benetton-Ford    | 46     |
| 02   | Ferrari          | 25     |
| 03   | Williams-Renault | 17     |
| 04   | Jordan-Hart      | 11     |
| 05   | McLaren-Peugeot  | 10     |
| 06   | Tyrrell-Yamaha   | 8      |
| 07   | Sauber-Mercedes  | 6      |

| Pos. | Konstrukteur      | Punkte |
| ---- | ----------------- | ------ |
| 08   | Footwork-Ford     | 3      |
| 09   | Minardi-Ford      | 3      |
| 10   | Larrousse-Ford    | 1      |
| 11   | Lotus-Mugen-Honda | 0      |
| 12   | Ligier-Renault    | 0      |
| 13   | Simtek-Ford       | 0      |
| –    | Pacific-Ilmor     | 0      |